# 凯文·格罗斯克罗伊茨
凯文·格罗斯克罗伊茨（德語：Kevin Großkreutz，1988年7月19日—）是一位德国足球運動員。他被稱為一個全能的球員，可任職後衛、中場和前鋒。他曾随该队两度夺得德国足球冠军。

## 俱乐部生涯

### 早年
格罗斯克罗伊茨从4岁起开始在肯明豪森足球俱乐部（VfL Kemminghausen）踢足球。在分别转投过几家位于多特蒙德的球队、并且直至2002年还作为多特蒙德青年队的一员后，他选择加盟了红白艾伦，并效力达7年之久。在这支球队中，他经历了从青年队进入一线队的转变，自2006年起开始作为主力球员代表球队参加德国足球地区联赛。2008年，球队成功晋级至德乙联赛，格罗斯克罗伊茨也以12个入球成为队内的第二射手，并被《踢球者》杂志评选入年度最佳阵容。

### 多特蒙德
2009年1月24日，格罗斯克罗伊茨与多特蒙德足球俱乐部签订了一份为期三年的合同，它从2009-10赛季起生效，并在此期间被延长至2016年6月30日。在2009-10赛季的第一轮比赛中，他便完成了德甲处子秀。随后于2009年12月5日，他又在对阵纽伦堡的比赛中射入自己的第一个德甲入球。格罗斯克罗伊茨跟随多特蒙德连续在2011年和2012年夺得德国足球冠军。
在2012-13赛季德甲最后一轮对阵霍芬海姆的比赛中，多特蒙德门将罗曼·魏登费勒于第81分钟扑球犯规被红牌罚下。由于多特蒙德此时已用满3个换人名额，格罗斯克罗伊茨被迫穿上魏登费勒的球衣、戴上手套客串门将位置。但在对手随后主罚的点球中，他未能扑出。

### 加拉塔萨雷
2015年暑假，多特蒙德同意出售格罗斯克罗伊茨至土超球會加拉塔薩雷，但因加拉塔薩雷於8月31日轉會市場關閉前未能遞交文件，國際足協宣佈轉會失敗，格罗斯克罗伊茨將留在多特蒙德。加拉塔薩雷与格罗斯克罗伊茨签下了三年的合同。由于国际足联叫停了夏季的转会，2016年1月1日之后格罗斯克罗伊茨才能为加拉塔薩雷出场。最终格罗斯克罗伊茨一场正式比赛都没有踢，就在2016年1月6日回归德甲，转投斯图加特。

### 斯图加特
2017年2月底，格罗斯克罗伊茨养伤期间与人斗殴。3月，他被斯图加特开除。
2021年1月24日，格罗斯克罗伊茨宣布退役。

## 国家队生涯
格罗斯克罗伊茨于2010年8月5日首次入选了德国21岁以下国家足球队，以参加对阵冰岛的比赛。他在比赛中首发出场，并一度帮助球队将比分扳为1比1（完场1比4）。在此之前，他已在2010年5月13日代表德国国家足球队对阵马耳他的比赛中完成了成年组的首秀。他于第57分钟替补出场，并在他首次触球后便助攻队友将比分改写为2比0。在整个2010年和2011年，格罗斯克罗伊茨共参加了3场国家队比赛，其中只有1次首发，此后便再未被国家队主教练约阿希姆·勒夫召入。直至2013年6月，在格罗斯克罗伊茨随多特蒙德参加了2013年欧洲冠军联赛决赛后，他才再度入围德国队参加对阵美国的友谊赛名单。然而由于伤病问题，这次征召只得被迫取消。2014年3月5日，格罗斯克罗伊茨时隔3年再次代表德国队出场，并帮助球队在友谊赛中以1比0战胜智利。此时他是受益于菲利普·拉姆需要顶替因伤缺阵的萨米·赫迪拉而担当防守中场，并因此得以填补拉姆位置提前后的右后卫空缺。
2014年6月2日，格罗斯克罗伊茨入选了2014年世界杯决赛圈的德国队最终23人参赛名单，身披2号战袍。

## 荣誉
國家隊
- 世界杯足球赛冠军：2014

多特蒙德
- 德国足球冠军：2011、2012
- 德国杯冠军：2012
- 德国超级杯冠军：2013

## 私人生活
格罗斯克罗伊茨有一个胞弟。他的堂兄马塞尔·格罗斯克罗伊茨同样也从事足球运动。自2014年1月起，格罗斯克罗伊茨开始担当北威州互助基金会（Solidarfonds-Stiftung NRW）的名誉大使。他是接替了因病离任的鲁迪·阿绍尔担当这一职务。2014年5月，当多特蒙德在德国杯决赛告负后，喝醉酒的格罗斯克罗伊茨在柏林的酒店大堂内小便，然后再与宾客发生冲突。事后他已为此行为公开道歉。德国足协则正关注此事造成的影响。

## 外部連結
- 官方网站 （德文）
- transfermarkt.de：凯文·格罗斯克罗伊茨之统计数据（德文）
- fussballdaten.de：Kevin Großkreutz之統計數據 （德文）